# وستارية جذابة
وستارية جذابة (الاسم العلمي:Wisteria formosa) هي نوع هجين من النباتات تتبع جنس الوستارية من الفصيلة البقولية.